# Bones Brigade

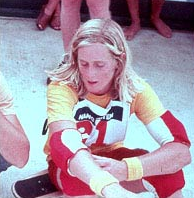
Stacy Peralta el 1976

Bones Brigade fou un dels equips de monopatí més importants i exitosos de Powell Peralta, la companyia de l'skater Stacy Peralta. Bones Brigades fou creat el 1979 pel mateix Stacy i a mitjans i finals de la dècada de 1980 va aparèixer una productiva generació de skaters, la més important de l'equip, incloent patinadors de la importància de Steve Caballero, Tony Hawk, Rodney Mullen, Mike Vallely o Bucky Lasek.
El primer vídeo de l'equip es realitzà l'any 1982, titulat Bones Brigade Video Show. Després de l'èxit, es convertí en una cita habitual de Powell Peralta i Bones Brigades, llençant un vídeo cada any fins a l'actualitat.

## Videografia
Amb el nom de Powell Peralta:
- The Bones Brigade Video Show (1982)
- Future Primitive (1985)
- The Search For Animal Chin (1987)
- Public Domain (1988)
- Axe Rated (1988)
- Ban This (1989)
- Propaganda (1990)
- Eight (1991)
- Celebrity Tropical Fish (1991)

Amb el nom de Powell:
- Hot Batch (1992)
- Chaos (1992)
- Play (1993)
- Suburban Diners (1994)
- Scenic Drive (1995)
- Strip Mall Heroes (1998)
- Magic (1999)
- Bones Bearings Class of 2000 (1999)

## Membres
Alguns dels membres de Bones Brigade:
| - Adrian Demain - Blair Arnot - Ray Barbee - Teddi Dean Bennett - Chris Borst - Pat Brennen - Steve Caballero - Alan Gelfand - Zach Gonzales - Tommy Guerrero - Kevin Harris - Tony Hawk | - Frankie Hill - John Francis Albin Hunt - Mike Jesiolowski - Dom Kekich - Bucky Lasek - Guy Mariano - Mike McGill - Colin McKay - Lance Mountain - Rodney Mullen - Jessie Roach - Ray Rodriguez - Steve Saiz | - Chris Senn - Jay Smith - Steve Steadham - Jim Thiebaud - Chet Thomas - Ray Underhill - Mike Vallely - Danny Way - Per Welinder - Eric Sanderson |